# Mutsuhiko Nomura
Mutsuhiko Nomura (jap. 野村 六彦, Nomura Mutsuhiko; * 10. Februar 1940 in Hiroshima) ist ein ehemaliger japanischer Fußballspieler.

## Karriere
Nomura spielte in der Jugend für die Chūō-Universität. Er gewann im Jahr 1962 mit Chūō-Universität den Kaiserpokal. Er begann seine karriere bei Hitachi(heute: Kashiwa Reysol). Er spielte dort von 1963 bis 1975. In der Saison 1965 wurde er mit 15 Toren Torschützenkönig der Japan Soccer League. Im Jahre 2014 wurde er in die Japan Football Hall of Fame aufgenommen.

## Errungene Titel
- Torschützenkönig: 1965
- Japan Football Hall of Fame: 2014